# Stephanie Sloan
Stephanie Sloan (* 1952 in Toronto, Ontario) ist eine ehemalige kanadische Freestyle-Skierin. Sie startete in allen Disziplinen und hatte ihre Stärken in der Kombination. 1980 gewann sie als erste Athletin den Freestyle-Gesamtweltcup sowie insgesamt vier Einzelwettkämpfe im Weltcup. Ihre Tochter Julia Murray war ebenfalls als Freestyle-Skierin aktiv.

## Biografie

### Sportliche Laufbahn
Stephanie Sloan begann im Alter von zwei Jahren mit dem Skifahren und nahm ab der fünften Klasse an Rennen teil. Nach dem Highschool-Abschluss 1970 ging sie, um ihrer sportlichen Leidenschaft zu folgen, nach Whistler, British Columbia. 1975 wanderte sie nach Chamonix aus und entdeckte dort das Freestyle-Skiing für sich. Im Hinblick auf eine professionelle Karriere nahm sie an einem Freestyle-Camp in Lappland teil und konnte einen schwedischen Sponsor verpflichten. Auf einer Rampe an der Ostseeküste brachte sich Sloan diverse Sprungtricks bei.
Ab 1976 trat Stephanie Sloan zu den Wettkämpfen der American Freestyle Association (AFSA) an und gehörte dabei zu den erfolgreichsten Athletinnen. Sie gewann zweimal die Gesamtwertung und erreichte über 30 Podestplätze. Im 1980 neu lancierten Freestyle-Skiing-Weltcup setzte sie ihre Erfolge in allen Disziplinen fort. In den Pocono Mountains gelangen ihr sieben Podestplätze in Folge, darunter zwei Siege in der Kombination. Mit einem weiteren Sieg am Oberjoch kürte sie sich am Ende der Saison neben Landsmann Greg Athans zur ersten Freestyle-Gesamtweltcupsiegerin der Geschichte. 1981 feierte sie in der Kombination von Calgary einen weiteren Sieg, konnte das Niveau ihrer Vorsaison aber nicht ganz halten und fiel auf Gesamtrang drei zurück.
Im Herbst 1981 erklärte Sloan ihren Rücktritt vom Leistungssport.

### Weitere Karriere
Nach der Beendigung ihrer aktiven Laufbahn präsentierte Stephanie Sloan ihr skifahrerisches Können unter anderem in Filmen, Fernsehsendungen und Werbespots. Daneben war sie vielseitig tätig. Unmittelbar nach dem Karriereende arbeitete sie für ein Catering-Unternehmen in Hope am Filmset von First Blood. Später gab sie indigenen Kindern auf den Queen Charlotte Islands Schwimmunterricht, war Deckkraft auf einem kommerziellen Lachsfischkutter und trainierte Rennpferde in Genf. Ab 1983 bot Sloan in Whistler Frauenskikurse für Fortgeschrittene an, nach dem Tod ihres ersten Mannes übernahm sie die Leitung des Atomic Summer Ski Camps in Blackcomb und beschäftigte zeitweise mehrere Instruktoren, darunter die Brüder Greg und Gary Athans sowie John Eaves. Während der 2000er-Jahre begann sie in ihrer Wahlheimat als Immobilienmaklerin zu arbeiten.
Stephanie Sloan war mit dem ehemaligen Skirennläufer Dave Murray, Mitglied der legendären Crazy Canucks, verheiratet, der am 23. Oktober 1990 an einer Krebserkrankung verstarb. Die gemeinsame Tochter Julia Murray (* 1988) war bis 2012 in der Disziplin Skicross aktiv. Sloan lebt mit ihrem zweiten Ehemann und Geschäftspartner Ray Longmuir in Whistler.

## Erfolge

### Weltcupwertungen
| Saison | Gesamt | Gesamt | Aerials | Aerials | Moguls | Moguls | Ballett | Ballett | Kombination | Kombination |
| Saison | Platz  | Punkte | Platz   | Punkte  | Platz  | Punkte | Platz   | Punkte  | Platz       | Punkte      |
| ------ | ------ | ------ | ------- | ------- | ------ | ------ | ------- | ------- | ----------- | ----------- |
| 1980   | 1.     | 82     | 4.      | 19      | 3.     | 26     | 4.      | 19      | 1.          | 18          |
| 1981   | 3.     | 104    | 7.      | 23      | 3.     | 37     | 6.      | 21      | 2.          | 23          |

### Weltcupsiege
Sloan errang im Weltcup 23 Podestplätze, davon 4 Siege:
| Datum           | Ort      | Land        | Disziplin   |
| --------------- | -------- | ----------- | ----------- |
| 11. Januar 1980 | Poconos  | USA         | Kombination |
| 12. Januar 1980 | Poconos  | USA         | Kombination |
| 2. März 1980    | Oberjoch | Deutschland | Kombination |
| 22. März 1981   | Calgary  | Kanada      | Kombination |

### Weitere Erfolge
- 2 AFSA-Gesamtsiege sowie mehrere Einzelsiege und Podestplätze
- 1979 und 1980: International Freestyle Skier of the Year (Ski Racing Magazine)[7]